# Away in a Manger
Away in a Manger är en engelskspråkig julsång vars melodi är komponerad av den amerikanske musikern William J. Kirkpatrick 1895. Sången handlar om när Jesus föddes i Betlehem, och i Storbritannien är det en av de mer populära julsångerna, enligt en Gallup Poll-undersökning 1996 där den hamnade tvåa.
Sången publicerades först i en evangelisk-luthersk söndagsskolsamling, Little Children's Book for Schools and Families (1885), av  James R. Murray (1841–1905), där den kallades just "Away in a Manger", och melodin var angiven "St. Kilda," skriven av J.E. Clark.
Länge angavs Martin Luther som sångens skapare. Senare forskning har dock visat att detta inte tycks stämma. I boken Dainty Songs for Little Lads and Lasses (1887) kallas den "Luther's Cradle Hymn" och där står, "Komponerad av Martin Luther för hans barn, och sjungs fortfarande av tyska mödrar till sina små." Ett skäl till detta anses vara 400-årsjubileet av hans födelse 1883. Orden är antingen baserade på en dikt skriven till jubileet, eller som en marknadsföringstaktik. Sången har aldrig hittats i Martin Luthers verk. Första halvan av melodin är identisk med delar av den fjärde valsmelodin i G'schichten aus dem Wienerwald, Op. 325 av Johann Strauss d.y., komponerad 19 år tidigare.
|  |
|  |

Tredje strofen, "Be near me, Lord Jesus"  tryckts första gången i Gabriel's Vineyard Songs (1892), där den förekom med en melodi av Charles H. Gabriel (kallad "C"), och orden antas ha skrivits av Charles H. Gabriel. Charles H. Gabriel angav att Martin Luther skrivit hela texten och kallade den "Cradle Song." Ibland anges att tredje versen skrivits av Dr. John McFarland, men då hans bidrag brukar dateras till 1904, har detta starkt ifrågasatts.
Tom Jennings, från Redeemer Presbyterian Church, menar att texten är missledande, med 'no crying he makes' och att texten missar att Jesus led.
Text och musik är lika en gammal österrikisk folkvisa från Brixondalen i Tyrolen, 'Es Wird Scho Glei Dumpa,' eller på tyska: Es wird schon gleich Dunkel.  Den var en vaggvisa och folkvisa som länge ansågs vara skriven av Martin Luther, men publicerades först 1913 i samlingen Tyrolian Real Tracks och angavs då vara skriven av österrikiska dialektpoeten och katolske prästen Anton Reid.
På svenska finns flera olika texter till melodin, bland andra Ej upplysta gårdar med svenskspråkig text av Eva Norberg 1974, och inspelad samma år av Kummelbykören på albumet Carols vid Betlehem, Den nyfödde Jesus med svenskspråkig text av Grethel Wikström och först inspelad av Artur Erikson på albumet Låt oss gå till Betlehem 1976,  och I krubban i stallet, med svenskspråkig text av Britt G. Hallqvist och först inspelad av Adolf Fredriks Bachkör på albumet Härlig är jorden 1980.. Det finns flera melodier till texterna. Den mest kända melodin tycks påminna om barnsången Jag hamrar och spikar.
1937 kom sågen att spela en viktig roll för spridningen av en jultraditionen Carols by Candlelight.
Sången kan också höras i Mr. Bean-avsnittet Merry Christmas Mr. Bean från 1992, där den sjungs av barn som knackar på dörren till Mr. Beans lägenhet.
Det finns en alternativ engelsk text till melodin, A Candle is Burning, som är skriven 1986 av Sandra Dean, bosatt i Ottawa. varje vers representerar då en av de fyra adventssöndagarna, och julafton har en egen vers.

## Publicerad i
- EFS-tillägget 1986 som nummer 728 under rubriken "Jul". ("Ej upplysta gårdar")
- Psalmer och Sånger 1987 som nummer 811 under rubriken "Kyrkoåret - Jul". ("Ej upplysta gårdar")[16]

### Fotnoter
1. ↑  Away in a Manger Arkiverad 30 december 2017 hämtat från the Wayback Machine.. carols.net läst 7 december 2009.
2. ↑  See this collection in Google Books, song no. 113
3. ↑  Richard S. Hill, in "Not So Far Away in a Manger," Music Library Association Notes, December 1945.
4. ↑  Scan of Luther's Cradle Hymn from Dainty Songs for Little Lads and Lasses Arkiverad 20 december 2016 hämtat från the Wayback Machine.
5. ↑  Best-Loved Christmas Carols By Ronald M. Clancy, William E Studwell
6. ↑  "Away in a Manger" and Strauss's "Tales from the Vienna Woods"
7. ↑  See the story in Our Hymnody: a manual of the Methodist hymnal (New York, etc., The Methodist Book Concern, 1937, p. 436)
8. ↑  Away With 'Away in the Manger?' Christianity Today Magazine. Accessed 30th November 2010.
9. ↑  (på tyska) Arkiverad 1 mars 2010 hämtat från the Wayback Machine.
10. ↑  ”Carols vid Betlehem”. Svensk mediedatabas. 11 mars 1974. http://smdb.kb.se/catalog/id/001884644. Läst 18 maj 2011.
11. ↑  ”Låt oss gå till Betlehem”. Svensk mediedatabas. 11 mars 1976. http://smdb.kb.se/catalog/id/001885432. Läst 18 maj 2011.
12. ↑  ”Härlig är jorden”. Svensk mediedatabas. 11 mars 1980. http://smdb.kb.se/catalog/id/001887525. Läst 18 maj 2011.
13. ↑  ”Merry Christmas, Mr. Bean” (på engelska). TV Com. 29 december 1992. Arkiverad från originalet den 25 maj 2012. https://archive.is/20120525103140/http://www.tv.com/shows/mr-bean/merry-christmas-mr-bean-70201/. Läst 18 maj 2011.
14. ↑  ”Year A: Advent Candle Lighting” (på engelska). Sermons & Sermon. Arkiverad från originalet den 23 augusti 2011. https://web.archive.org/web/20110823064232/http://www.rockies.net/~spirit/sermons/a-advn-candles.php. Läst 18 maj 2011.
15. ↑  ”The Advent Candles” (på engelska). Anglikanska kyrkan i Kanada. Arkiverad från originalet den 11 december 2016. https://web.archive.org/web/20161211152313/http://www.msgr.ca/msgr-2/ADVENTwreath_01.htm. Läst 6 december 2016.
16. ↑   Psalmer och sånger. Stockholm: Verbum. 2003. Libris 9428395. ISBN 9152655113